# Nicolas Magon II de La Chipaudière
Pour les autres membres de la famille, voir Famille Magon.
Nicolas II Magon de La Chipaudière (1670-1698) est un armateur de Saint-Malo. 

## Biographie
Nicolas Magon II de La Chipaudière est le fils ainé de Jean Magon de la Lande (1641-1709), secrétaire du Roi, corsaire et armateur et de Laurence Éon (1650-1728). Il était le frère de François-Auguste Magon de la Lande qui en sa mémoire fait construire la malouinière de la Chipaudière, de Luc Magon de la Balue et de Alain Magon de la Terlaye. 
Armateur, il est colonel de la milice bourgeoise de Saint-Malo.
Il décède prématurément le 20 juillet 1698 à l'âge de 28 ans après avoir armé l'un des premiers navires utilisé par le corsaire Duguay-Trouin, un bateau de trois cents tonneaux, trente canons et deux cent quinze hommes d'équipage, qui prit part au combat de 1695 qui aboutit à la prise de trois vaisseaux de guerre et des douze bateaux de commerce anglais dirigés par le capitaine Thomas Pépin qu'ils escortaient.
Marié en 1693 avec Marie Françoise Gilbert du Bosc, fille de Jean Gillebert du Boscq, et de Marie Pépin, il eut quatre fils: 
- Thomas Magon de la Chipaudière (1693-1756), bien que comme son frère cadet il porte le titre de « la Chipaudière », il n'est pas propriétaire de la malouinière homonyme.
- Jean-Baptiste Magon de la Chipaudière (1694-1750), marié à Mlle Vincent des Bas Sablons, fille de Jacques Vincent de Bassablons, petite-fille du maire Jean Goret et cousine germaine de Vincent de Gournay
- Nicolas Magon du Bosc (1695-1736), gendre de René Moreau de Maupertuis
- Guillaume Magon de Clos-Doré (1696-1780), lieutenant-colonel garde côte de Cancale, marié à Marie-Thérèse Grout (sœur de Jacques-François Grout de Saint-Georges).

Sa veuve se remarie avec Pierre Le Fer sieur de La Saudre (1673-1745) avec qui elle à nouveau cinq enfants dont deux fils qui s'associent en 1729 avec leurs demi-frères dans la Maison de commerce Magon-Le Fer.